# Noszlop
Noszlop là một thị trấn thuộc hạt Veszprém, Hungary. Thị trấn này có diện tích 34,06 km², dân số năm 2010 là 1029 người, mật độ 30 người/km².